# Megachile taiwanicola
Megachile taiwanicola är en biart som beskrevs av yasumatsu, Hirashima och > 1965. Megachile taiwanicola ingår i släktet tapetserarbin, och familjen buksamlarbin. Inga underarter finns listade i Catalogue of Life.